# Honório Serpa
Honório Serpa is een gemeente in de Braziliaanse deelstaat Paraná. De gemeente telt 6.180 inwoners (schatting 2009).

## Aangrenzende gemeenten
De gemeente grenst aan Clevelândia, Coronel Vivida, Mangueirinha en Pato Branco.